# 多忠時
多 忠時（おお の ただとき、生年不明 - 1528年5月3日（大永8年4月15日））は、室町時代の雅楽家。父は多忠久、子は多忠吉（元は忠伏）・多忠宗。

## 経歴
1490年12月19日（延徳2年11月8日）従五位下に叙され、その後年月日不詳だが従五位上にも叙される。1494年1月16日（明応2年12月9日）には、臨時では付歌で、恒例は末拍子を取る。
1507年4月27日（永正4年3月15日）の春日大社における七ヶ夜の御神楽において、付歌で名が載っている。1516年8月4日（永正13年7月6日）、正五位下にも叙され、その後上総介に任ぜられた。1521年5月3日（永正18年3月27日）の臨時神楽において、末拍子を取っている。